# Mapes de Dieppe

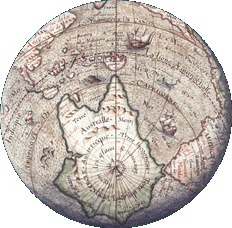
Globus de Jacques de Vau Claye (1583)

L'Escola de cartografia Dieppe és famosa per la producció d'una gran sèrie de mapamundis coneguts com a mapes de Dieppe" realitzats a la ciutat portuària de Dieppe durant el segle xvi. La ciutat de Dieppe era coneguda pels seus rics armadors, com Jean Ango i els seus navegants igualment famosos com Jean Cousin. Aquestes cartes van ser dibuixades entre 1540 i 1585 per cartògrafs importants, com Pierre Desceliers, Jean Rötz, Guillaume Le Testu, Nicolas Desliens Nicolas Vallard i Jacques de Vau de Claye.
Aquests portolans i globus van ser encarregats per rics mecenes, armadors de Portugal i França i pels serveis reials d'Enric II de França i Enric VIII d'Anglaterra.
Totes aquestes cartes porten inscripcions en francès o portuguès i en un argot franco-portuguès. Els historiadors moderns creuen que l'Escola de cartografia Dieppe devia rebre en el seu si a cartògrafs portuguesos. És el mateix que passa amb el mapa de Cantino, creat el 1502, que indica clarament una font de base portuguesa per a la seva realització, tot i la política de silenci imposada pel Govern Portuguès (Politica sigilio).
Unes característiques comunes en la majoria dels mapamundis de Dieppe són la presència de la rosa dels vents i les grans xarxes loxodròmiques, suggerint una carta marina. Aquestes cartes són considerades obres d'art, mostren una clara evidència d'haver estat fetes per ser esteses sobre una taula, contenint informació sobre els últims descobriments, al costat de referències mitològiques i altres il·lustracions.
Els mapes de Dieppe, descriuen els primers intents francesos de colonitzar el Canadà, la conquesta del Perú pels espanyols i el comerç portuguès en els mars que envolten les illes Cèlebes], Nova Guinea i Indonèsia. Aquestes mateixes cartes poden portar incloses inscripcions del llegendari regne del Preste Joan a Etiòpia, o la presència de llegendàries Amazones a Rússia, així com descripcions dels viatges de Marco Polo.
Igual que amb tots els mapes realitzats abans del segle xvii, els mapamundis de Dieppe no tenen representació de longituds (exceptuant l'antemeridià de Tordesillas). Mentre les latituds es donen en graus observats per astrolabi o quadrant. La projecció de Mercator va aparèixer el 1568, per tant no està present en els mapes de Dieppe.
L'escola de Dieppe desapareix quan comença l'escola neerlandesa.

## Representació de la costa d'Austràlia

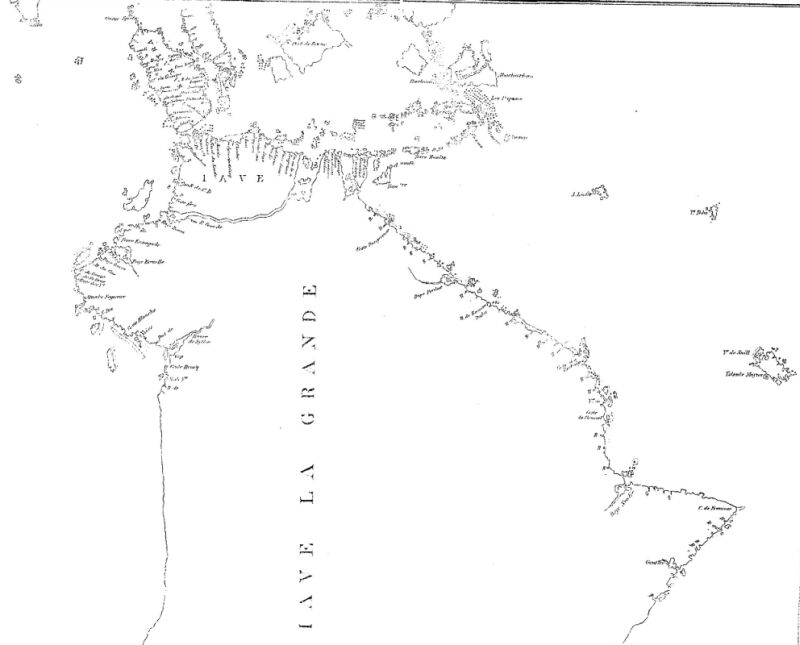
Representació de Java la Grande (part inferior dreta ⇒ mapa anterior invertit)

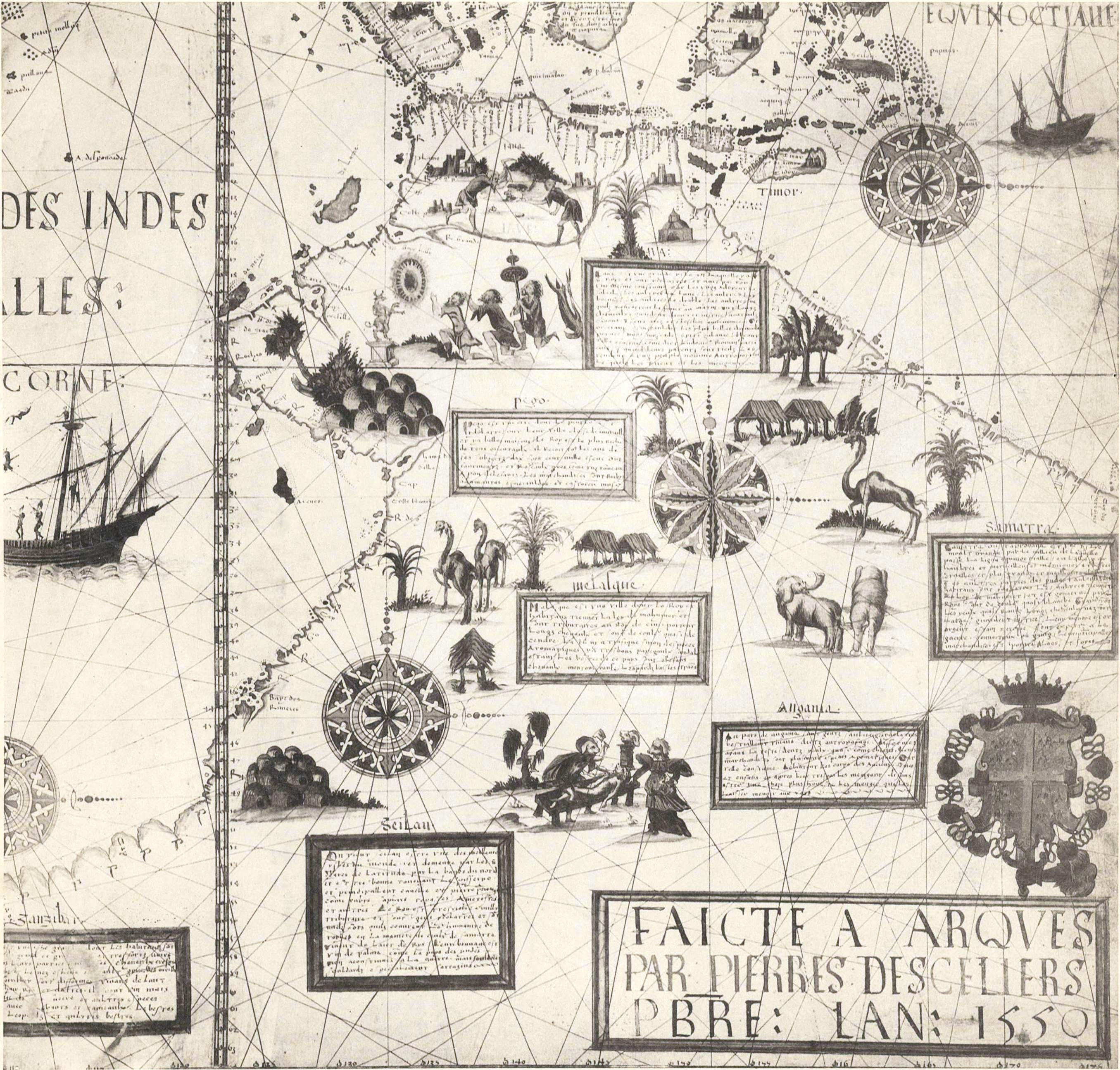
Detall d'un mapa d'Austràlia per Desceliers

Els mapamundis de Dieppe indiquen coneixements marítims dels portuguesos i dels espanyols, que van explorar la costa d'Austràlia el 1520. La majoria de les cartes de Dieppe mostren una massa de terra anomenada "Java la Grande" que es troba entre el que és ara Indonèsia i l'Antàrtida. Atès que els portuguesos van ser molt actius en el sud-est el 1511 i Timor Oriental el 1516, s'ha suggerit per part d'alguns investigadors que "Java la Grande" és la designació donada pels cartògrafs de Dieppe al territori australià, que ells van elaborar a partir de documents portuguesos i espanyols.

## Primer mapa d'Austràlia: "Argot franco-portuguès"?

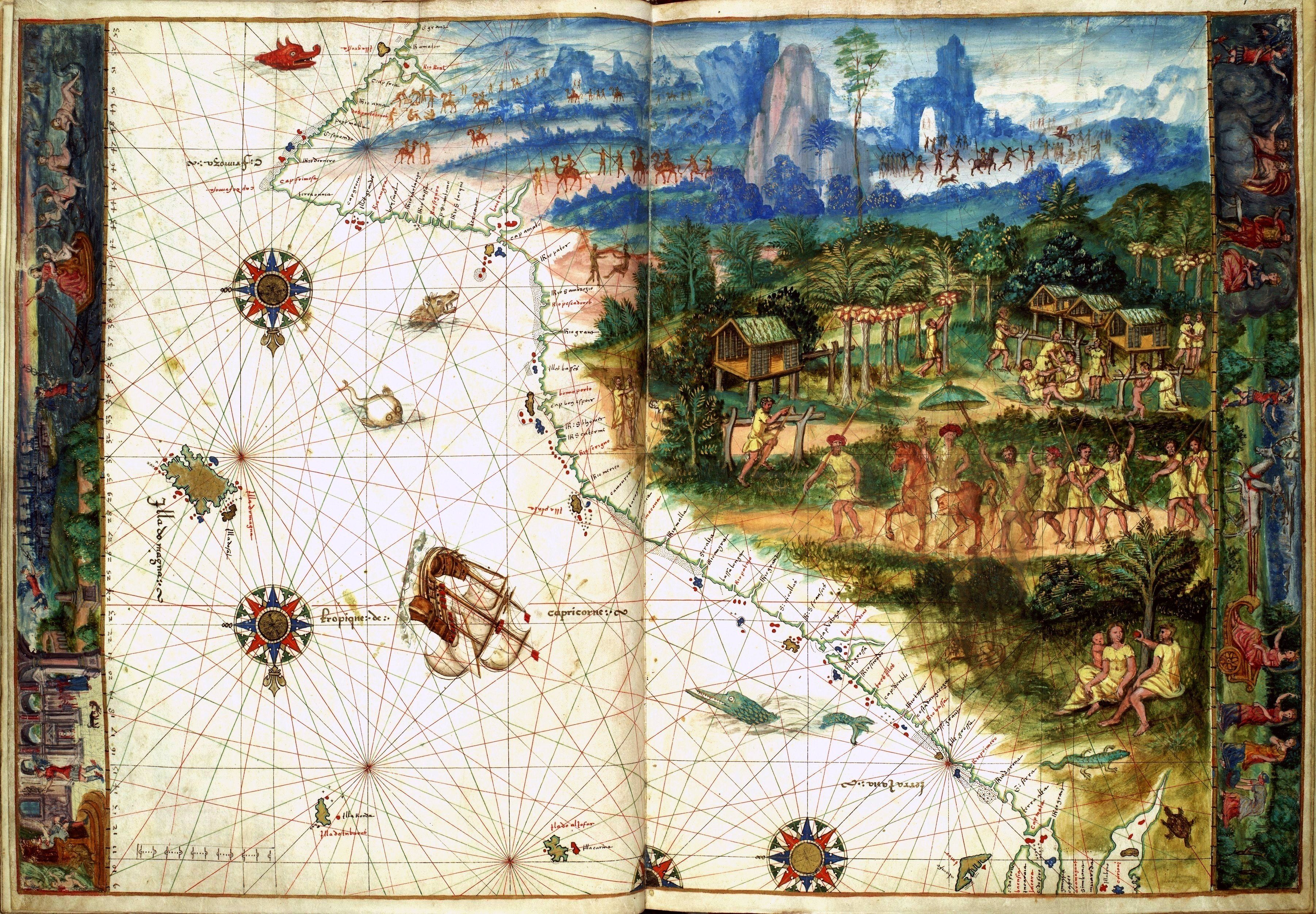
Representació de la costa oriental d'Austràlia amb dues senyeres (de cap per vall)

Topònims que apareixen al mapa Australia first map i que els estudiosos del segle xix identifiquen com "Argot franco-portuguès" a l'estudi fet sobre el mapa original de la Huntington Library, H.Harrisse diu textualment: "Probably made in Dieppe, France either by a Portuguese cartographer or based on a Portuguese prototype, judging from the Portuguese influence on the geographical names..." En portuguès "illa" s'ha escrit sempre "ilha", amb "ll", només existeix en català.
1. "Illa" o "Illes" (x10 vegades)
2. Rio grant
3. Ille grossa
4. Basse grant
5. Cap Mata
6. Golf serra
7. Terra alta
8. Bassa larga
9. Riu malla
10. Seralta
11. Cap bon espor-
12. Bonno parla
13. Rio bassa
14. Bon final
15. Cap groca
16. C.grant
17. C.aufria
18. Port malla
19. Illa fermoza
20. Riodarena (Riu d'arena)
21. Bassa longa